# 共产主义运动
共产主义运动起源于19世纪西欧的工人运动，以德国思想家卡尔·马克思和弗里德里希·恩格斯所著《共产党宣言》为理论基础，以各国共产主义政党为组织基础，成为不同国家内部無產階級以暴力反抗现行政治秩序的社会运动的路径之一，深刻地影响了人类社会在20世纪的内部冲突、动荡以及大范围的社会秩序重建。
共产主义运动是全世界范围内的无产阶级通过暴力来反对资本主义制度，并将建立一种新式的政权组织形式做为初级目标，以共产主义为终极结果的世界工人运动。共产主义者认为其是为争取全人类最终解放而进行的运动。共产主义运动以工人阶级为主体，其主要原因为工人阶级组织性是最强的，此外 ，工人阶级是不占有任何生产资料的无产者。因此，工人阶级处于社会最底层，其诉求也是各阶层中最多者。因此，共产主义者认为满足了无产阶级的诉求，就等于是满足了全社会的要求；无产阶级的解放也就可以说是全社会的解放。这种解放，首先要通过剥夺剥削者资产阶级的生产资料，粉碎资本主义的生产关系来达到。这种革命胜利以后，将立即建立起「无产阶级的民主制度」，并使用无产阶级专政来推行无产阶级的要求，并最终实现共产主义。

## 早期共产主义运动
早期的共产主义包括原始共產主義和空想共产主义。根据马克思理论，人類的原始社會也是共產主義社會。因為原始社會中，財產是共有的，每一人都為一個平等的貢獻者，為共同利益工作，並分享所有東西。恩格斯在《家庭、私有制和国家的起源》中，继承人类学家摩尔根的发现，系统地论述了人类历史早期的情况、私有制的起源和原始共产主义的消亡。
在19世紀前，歐洲已經開始有構建平等社會的思想的萌生。也有不少描述理想社會的文學作品（康帕内拉的太陽城、柏拉圖的《理想國》、托馬斯·莫爾的《烏托邦》等）。但由於這段時期的共產主義思想比較純粹是對理想國度的追求而缺乏充分的科學性、且缺乏唯物主義元素，因此亦被稱為空想社會主義（或稱烏托邦主義）。与空想社會主義相对的则是科學共產主義，后者发生在近代。基督教亦是共产主义思想的源头之一。
早期基督教（未被罗马帝国君士坦丁大帝定为国教的基督教）被认为是一个进行共产主义运动的组织。
例如《使徒行傳》第2章第44节参：“信的人都在一处、凡物公用．” 4:32 “那许多信的人、都是一心一意的、没有一人说、他的东西有一样是自己的、都是大家公用。” 4:34 “因为人人将田产房屋都卖掉了，把所卖的价银拿来，放在使徒脚前：照各人所需用的，分给各人。”。
自由主义学者米瑟斯：“从过去千百年来不断更新力量的基督教千禧年说，只需再迈出一步，便有了哲学千禧年说，即18世纪对基督教的理想主义解释；然后经由圣西门，黑格尔和魏特林，便有了马克思和列宁。”
"他们（早期基督徒）采用了下列方式来实现私有制和共产主义的集合，即让每一小我都保存自己的财产，特别是保存自己在生产原料方面的财产，而仅仅要求在享用与使用方面--特别是在对生活原料的享用与使用方面--实行共产主义。""任何一个基督徒都可以使用自己的兄弟们的财富；拥有财产的基督徒不得拒绝自己的贫苦兄弟提出的利用和使用这些财产的要求。""全部的原始基督教整体都有一个合伙特征，那就是竭力取消家庭生活。因此，在这些整体中有一条规定，即每天合伙用餐。"
中世纪天主教会曾企图建立“公社”来避免战争。16世纪，英国作家、天主教殉道圣徒托马斯·摩尔写有《乌托邦》一书，描述了一个没有私有财产的理想国度。英国内战时期的挖掘派成立了一些共产主义农业公社。对私有财产的批评，持续到了18世纪启蒙时期，例如让-雅克·卢梭深受天主教内楊森主義运动之影响。法国大革命时期罗伯斯庇尔的恐怖统治，也受到了共产主义者的称许。18世纪震教徒实验了一种称之为宗教共产主义的共产主义公社。
“1525年3月德国的再洗礼派受到残酷的迫害。这些再洗礼派教徒在威斯特伐里亚，尼德兰和东佛里斯兰东躲西藏，寻找支持者。在这些地方，他们的人数越来越多，不久他们就在东佛里斯兰，荷兰和上艾瑟尔发动了多次骚乱，满载着分裂派教徒的船抵达阿姆斯特丹。在各个大城市，资产者拿起了武器对付这些信神的社会主义者。”
1534年2月9日，新教再洗礼派于德国的明斯特地区发动起义，占领市议会，23日选出再洗礼派市长，成立新的市政机构。明斯特城市议会颁布普遍再洗礼令，将富人驱逐出城，加强城市防卫，并按财产公有的理想变革所有制，严格禁止高利贷和投机活动，登记生活资料，没收所有金银以应公共需要。莱顿继马笃斯任领导人后，任命12位长老组成政府，颁布律法，并于1534年秋成为公社的国王，集思想、政治、军事领导于一身。起义者于1534年5月打退明斯特主教雇佣军的第一次进攻之后，坚持防御战达16个月之久。后由于援军不至，城内粮绝，丧失战斗力。1535年6月24日城市被攻陷，莱顿期其他领导人于1536年1月26日被处死。第二国际代表人物考茨基感叹明斯特公社“在共产主义青春光芒四射的时刻壮烈牺牲。”
恩格斯也在“新时代”杂志中，做了一篇“原始基督教史论”的论文，指出这种相同的性质，这篇文章是在恩格斯死前不久写作的，它指出恩格斯在当时对于这个题目之注意是怎样深刻，又指出他怎样自然地写作一篇与“法兰西阶级斗争’序言”相平行的文字。这一篇文章说道：“原始基督教历史表现了好些与近代劳动者运动之可惊的一致性。基督教像近代劳动者之运动一样，原始是一种被压迫者的运动；它最初的表现是一种奴隶和自由人的宗教，贫穷者的宗教，被放逐者的宗教，服属于罗马和为罗马所分散的民族的宗教。基督教和社会主义两者，都宣传横暴和不幸的拯救；基督教把这种拯救付之于死后的天堂之一种将来的生活；而社会主义则以为由于社会之变形便可以在这个世界得获这种解脱了。两者都被人捉获及困迫，他们的信徒都是违法的，都被镇压于特别规律之下，在一方面，像是一种全人类的仇敌，而在他方面，又是国家、宗教、家庭和社会秩序的仇敌。但虽然有一切之困迫，两者的进步，都是不能抵抗的，而且在好些情境之中，由于这些困迫，反得获胜利的支持。基督教从其发迹时起，过了三个世纪，便为罗马帝国认为国教，而社会主义，则只过了六十牟，却已经征服了一个地方，证明它的胜利是绝对可靠的。”大体说来，这种平行的比较是真确的，自然其中也应有几点修正；基督教决不能称为一种奴隶的宗教；它对于奴隶，是没有作出什么来。在另一方面，为基督教所公布的对不幸者的解放，最初，是很为物质的，其实现是在于地上，而不在于天堂。这一种情形更增加近代劳动者运动之类似性。”
“如果说安东·门格尔教授先生在其所著《十足劳动收入权》一书中表示惊异：为什么在罗马皇帝时代土地占有大集中的情况下，在几乎纯粹由奴隶构成的当时的工人阶级受着无限痛苦的情况下，“社会主义并没有随着西罗马帝国的灭亡而出现”，那是他恰恰没有注意到：这个“社会主义”在当时可能的程度上，确实是存在过的，甚至还取得了统治地位——那就是基督教。只是这种基督教——由于历史的先决条件，也不可能是别个样子，只能希望在彼岸世界，在天国，在死后的永生中，在即将来临的“千年王国”中实现社会改造，而不是在现世里。
厄内斯特·勒南认为：“如果你想要知道最早的基督教会是什么样子，那就请你看看‘国际工人协会’的一个地方支部。”在他说这句话之前很久，法国的革命共产主义者，还有特别是魏特林及其追随者早就提到原始基督教了考茨基和恩格斯的两大段文字共同指向二个值得注意的要点：一是早期基督教是进行共运的组织，二是近代共运（1830年以后）是早期基督教的复活。
与马克思同时代的另一位德国共产主义者魏特林（1808——1871）：“基督教要求财富共有共享，一句话，要求社会的全体成员共享自由，同甘共苦；不可忘记，凡是不愿意财富共有共享的人，就是基督教的敌人，所有善良的基督教徒必须联合起来反对他们。我们不可忘记，这些反对真正的基督教的人将千方百计给我们设置重重障碍，我们必须一一克服。”

英国作家罗伯特·欧文，以及法国的克劳德·昂列·圣西门、查尔斯·傅立叶，他们的共产主义理论和实验，被认为是马克思共产主义思想的重要来源。
现代共产主义运动，则是产生于19世纪的工人运动。随着工业革命的进步，社会贫富的鸿沟确扩大了。马克思认为共产主义是人类原始的社会类型。一些人相信在西半球，原住民的美洲，曾经存在过类似共产主义乌托邦的部落。人类社会之后经过古代社会，封建主义社会，发展到当今的资本主义社会。马克思预言，下一步社会进化，最终会回归到共产主义。

## 马克思和恩格斯

### 共產主義者同盟与共产党宣言
1847年春，马克思和恩格斯在布鲁塞尔加入魏特林秘密组织正义者同盟。根据他们的建议，该组织更名为“共产主义者同盟”，并于同年6月，在伦敦召开了共产主义者同盟第一次代表大会。奇怪的是，在这个会上魏特林被开除。恩格斯出席了大会，马克思因经济困难未能参加，但是马克思在8月的共产主义者同盟布鲁塞尔支部和区部会议上，支部主席和区部委员会委员。11月29日-12月8日左右，马克思和恩格斯赴伦敦参加共产主义者同盟第二次代表大会。大会委托他们起草同盟纲领，即著名的《共产党宣言》。口號是“全世界無產者，聯合起來！”同盟的目的是要推翻資產階級政權，建立無產階級統治，消滅建築在階級對立上的資產階級政權舊社會，建立無階級，無私有財產的新社會。1848年2月22日，法国爆发二月革命。24日，《共产党宣言》在伦敦出版。各地同盟成員積極參加了1848年歐洲革命。革命失敗後，同盟遭到嚴重破壞。1852年，按照馬克思的提議，同盟宣告解散。

## 共产主义国际组织

### 第一国际
第一国际即“国际工人协会”，1864年9月28日，英法德意四国工人代表在伦敦圣马丁堂开会成立。由于会名太长，有时人们取它的第一个单词“International”，简称为“国际”，历史上即称为“第一国际”。马克思代表德国工人当选临时委员会委员。第二年马克思被选为总委员会委员。1871年，第一国际法国支部参加领导巴黎公社运动，马克思还给各地写了几百封信，号召声援巴黎公社。1872年第一国际海牙大会上开除俄国代表巴枯宁，马克思务和恩格斯受大会委托，写反对巴枯宁支持者活动的小册子《社会主义民主同盟和国际工人协会》。1876年第一国际正式宣布解散。

### 第二国际
第二国际即“社会主义国际”，是一个由世界各国工人政党组成的国际联合组织。1889年7月14日，在巴黎召开了成立大会，通过《劳工法案》及《五一节案》，决定以同盟罢工作为工人斗争的武器。组织后因第一次世界大战爆发而解散。第二国际所作出影响最大的动作包括宣布每年的5月1日为国际劳动节，宣布每年的3月8日为国际妇女节，并创始了八小时工作制运动。1916年，由于第一次世界大战及内部分裂，该组织陷于瓦解。

### 第三国际
第三国际即“共产国际”，1919年3月在列宁领导下成立，总部设于蘇聯莫斯科。1943年5月15日，共产国际执行委员会主席团作出《关于提议解散共产国际的决定》；并于5月25日公开宣布《解散共产国际的决议》，声言这是为了适应世界反法西斯战争的发展，便于各国共产党独立处理问题。相关人员和组织转入随即成立的苏联共产党中央委员会国际部。至此第三国际解散。

### 第四国际
第四国际，又称世界社会主义革命党，是由流亡海外的苏联领导人之一列夫·托洛茨基及其支持者创建的国际性联合组织。该组织创建于1938年9月，与斯大林所控制的共产国际（第三国际）相抗衡。在1940年托洛茨基遇刺身亡后，第四国际不断分裂，其中规模和影响最大的是1953年的分裂。目前，第四国际仍然是人数最多、规模最大的托洛茨基主义国际政党组织。

## 俄国十月革命
1917年11月7日，弗拉基米尔·列宁和列夫·托洛茨基领导的布尔什维克武装力量向俄國臨時政府所在地圣彼得堡冬宫发起总攻，推翻临时政府，建立布尔什维克领导的苏俄政府，史称“十月革命”。由于革命发生于公历的11月（俄历10月25日），也可以称为十一月革命。